# Исмаилов, Азимбек
Азимбек Исмаилов (1910 — 1987) — советский государственный деятель, Герой Социалистического Труда (1965). Родился в 1910 году в селе Пятилетка Жамбылского района.
Происходит из рода жаныс племени дулат

## Трудовой путь
- В 1928 — 1933 годах — работал в хозяйственных, профсоюзных органов; председатель исполнительного комитета Совета, заместитель председателя исполнительного комитета Джамбульского областного Совета.
- В 1943 — 1971 гг. — 1-й секретарь Красногорского, Лугового (ныне имени Турара Рыскулова), Меркенского районных комитетов партии .
- Депутат Верховного Совета V—VІ созыва Казахской ССР. За повышение продуктивности и за успехи в увеличении объёмов производства сахарной свёклы в 1965 году присвоено звание Героя Социалистического Труда.

## Награды
- Герой Социалистического Труда (1965)
- 2 ордена Ленина
- Орден Октябрьской революции
- Орден Отечественной войны II степени
- Орден Знак Почета